# Dohrns zanger
Dohrns zanger (Sylvia dohrni) is een zangvogel uit de familie Sylviidae (grasmussen). Deze soort is endemisch in Sao Tomé en Principe. De vogel wordt sinds 2020 geplaatst in het geslacht Sylvia.

## Leefgebied en status
Deze vogel komt algemeen voor in cacaoplantages en secundair bos op het eiland Principe. Minder algemeen is de vogel in kokospalmplantages. De grootte van de populatie is niet gekwantificeerd maar de populatie blijft stabiel. Om deze redenen staat Dohrns zanger als niet bedreigd op de Rode Lijst van de IUCN, ondanks het beperkte verspreidingsgebied.

## Naamgeving
De vogelsoort is vernoemd naar de Duitse politicus en zoöloog Heinrich Dohrn (1838-1913).